# European Masters Senior Championship
Het European Masters Senior Championship is een golfkampioenschap voor landenteams. De landen dienen lid te zijn van de European Senior Golfers Association (ESGA). De teams bestaan uit zes heren van 70 jaar en ouder, die allen lid zijn van hun nationale Senioren Golfers Associatie.
Op initiatief van Spanje is dit evenement tot stand gekomen. Zij zijn voor de eerste twee edities als gastland opgetreden.

## Wedstrijdvorm
Het evenement gaat over 54 holes. De eerste dag worden er een Four-Ball Better-Ball gespeeld, de tweede dag greensome en de derde dag singles.
Er wordt gespeeld om de Challenge Ivan Maura (zonder handicapverrekening) en de Challenge Adriaan de Bruijn (met handicapverrekening).

## Winnaars

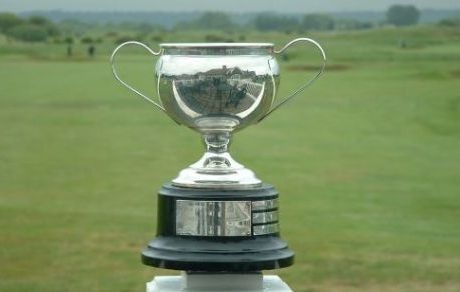
Ivan Maura Cup
Foto: TIG

| Editie | Jaar | Gastland    | Maura               | De Bruijn   |
| ------ | ---- | ----------- | ------------------- | ----------- |
| 1      | 2000 | Spanje      | Spanje              | Duitsland   |
| 2      | 2001 | Spanje      | Spanje              | Spanje      |
| 3      | 2002 | Frankrijk   | Spanje              | Spanje      |
| 4      | 2003 | Portugal    | Zwitserland         | Spanje      |
| 5      | 2004 | Slowakije   | Spanje              | Spanje      |
| 6      | 2005 | Zwitserland | Zweden              | Zwitserland |
| 7      | 2006 | Slowakije   | Spanje              | Oostenrijk  |
| 8      | 2007 | Luxemburg   | Verenigd Koninkrijk | Noorwegen   |
| 9      | 2008 | Nederland   | Spanje              | Oostenrijk  |
| 10     | 2009 | IJsland     | Zwitserland         | Finland     |

## 2008
In 2008 vond het evenement voor het eerst plaats in Nederland, gastclub was Golfclub Prise d'Eau in Tilburg. De organisatie van deze 9de Masters was in handen van de Stichting Nederlandsche Golf Veteranen, waarvan Rolf Olland president is. Toernooidirecteur was Rob Brouwer, lid van Prise d'Eau.
De vertegenwoordigers voor Nederland waren:
- Voor de Challenge Ivan Maura: Peter Bakker Schut, Robbie van Erven Dorens, Frits Gossink, Frans l'Herminez, Gerrit Jinkes de Jong en Gijs Sandberg.
- Voor de Challenge Adriaan de Bruijn: Peter van Duursen, Rolf Olland, Henk van Rinkhuyzen, Albert Jan van Styrum, Hans Tuyt en Ruud Vergroesen.

Er waren 22 deelnemende landen, dus 132 deelnemers, allen met maximaal handicap 20. Spanje won de Ivan Maura Cup voor de 6de keer, Oostenrijk de Adriaan de Bruijn Cup voor de 2de keer.

## 2009
Deze 10de editie speelde zich af op de Golfklubbur Sudurnesja in IJsland. Zwitserland won de Ivan Maura, Rolf Olland was captain van het Nederlandse team, dat 5de werd bij de Adriaan de Bruijn Challenge. Andere teamgenoten waren Robbie van Erven Dorens, Ajef Knappert, Kolbeinn Pétursson, Gijs Sandberg, Hans Tuyt. 